# CI Games
City Interactive SA — польське акціонерне товариство, яке займається розповсюдженням (виданням) і розробкою відеоігор для багатьох гральних консолей. Головний підрозділ City Interactive розташований у місті Варшава, Польща. Компанія була заснована 2002 року в результаті об'єднання двох інших компаній.

## Історія
У 2002 році компанії Tatanka та We Open Eyes, які спеціалізувалися на розробці відеоігор, об'єдналися, створивши в результаті нову компанію під назвою «City Interactive». На початку 2007 року компанія змінила статус з товариства з обмеженою відповідальністю на акціонерне товариство. Того ж року, в листопаді компанія розпочалася котирування своїх акцій на Варшавської фондової біржі. 8 травня 2009 року компанія повідомила про прийняття рішення щодо відкриття філії в місті Познань. Відтоді, дочірнє підприємство займалося розробкою графіки для відеоігор.
12 травня 2009 року було оголошено про участь компанії в ігровій виставці Electronic Entertainment Expo 2009. На даній City Interactive представила наступні відеоігри: Chronicles of Mystery: Course of the Ancient Temple, Chronicles of Mystery: The Tree of Life, Code of Honor 3: Desperate Measures, Party Designer, Redneck Chicken Riot. Того ж року, в травні, City Interactive підписала угоду з компанією MindHabits, яка зобов'язувалася відповідно до угоди допомагати у розповсюдженні версії відеогри MindTraining: Think Positive для Microsoft Windows.
У червні 2010 року компанія вже вдруге взяла участь на виставці E3, де анонсувала такі відеоігри, як Sniper: Ghost Warrior, The Great Battles of WWII, Crime Lab: Body of Evidence, Farm Frenzy Animal Country, Jewels of the Tropical, Lost Island і Logic Machines.

## Гральні рушії
У 2006 році компанія придбала ліцензію на використання грального рушія Chrome Engine у відеоіграх власної розробки. Було випущено кілька шутерів від першої особи, проте вони мали незначний комерційний успіх. Потім, 2008 року, City Interactive купила права на використання рушія Lithtech Jupiter Extended, який використовувався в більшості відеоігор компанії на той час.
28 жовтня 2010 було офіційно оголошено про придбання компанією City Interactive ліцензії на гральний рушій CryEngine 3, розроблений німецькою компанією Crytek. Ліцензія передбачає використання нового рушія у двох відеоіграх жанру шутера від першої особи.

## Розроблені відеоігри
Компанія в основному займається розробкою відеоігор жанру шутер від першої особи.
Найпопулярніші ігри:
- Alcatraz
- Серія відеоігор Art of Murder — пригодницькі відеоігри в стилі point and click
  - Art of Murder
  - Art of Murder: FBI Confidential
  - Art of Murder 2: Hunt for the Puppeteer
- Серія віедоігор Battlestrike — шутери від першої особи про Другу світову війну
  - Battlestrike: The Siege
  - Battlestrike: The Road To Berlin
  - Battlestrike: Force Of Resistance
  - Battlestrike: Shadow Of Stalingrad
- Серія відеоігор Code of Honor — шутери від першої особи, протагоністом яких є боєць Французького Іноземного легіону:
  - Code of Honor: The French Foreign Legion
  - Code of Honor 2: Conspiracy Island
  - Code of Honor 3: Desperate Measures
- Серія відеоігор Sniper — шутери від першої особи з елементами стелс:
  - Sniper: Art Of Victory
  - Sniper: Ghost Warrior
  - Sniper: Ghost Warrior 2
  - Sniper: Ghost Warrior 3
  - Sniper Ghost Warrior Contracts
- Серія відеоігор Terrorist Takedown — шутери від першої особи:
  - Terrorist Takedown
  - Terrorist Takedown: Payback
  - Terrorist Takedown: War In Colombia
  - Terrorist Takedown: Covert Operations
  - Terrorist Takedown 2
  - Terrorist Takedown 3
- The Royal Marines Commando
- Wolfschanze 2